# Csáky Mihály (politikus)
Gróf Csáky Mihály (Nagyszőlős, 1904. augusztus 5. – Starnberg, 1974. május 18.) nagybirtokos, csehszlovákiai magyar politikus.

## Élete
A szlovákiai magyar közéletbe az 1930-as években kapcsolódott be, komoly szerepet a II. világháború alatt játszott. Ekkor a pozsonyi magyarság egyik vezető személyisége, a Szlovenszkói Magyar Kultúregyesület országos elnöke és a Szlovenszkói Magyar Párt alelnöke volt. A párton belül az Esterházy Jánossal szemben fellépő, a németbarátságot és a nemzetiszocialista elveket érvényesíteni akaró csoportosulás vezetője, a párt élén azonban Esterházyt nem válthatta fel. 1945 júniusában a csehszlovák hatóságok letartóztatták, és a párt több vezetőjével (Esterházy János, Jabloniczky János, Neumann Tibor, Párkány Lajos, Lászlóffy Ferenc, Virsik Károly, Szüllő Sándor, Böjtös József, Birnbaum Frigyes, Teszár Béla) együtt a Szovjetuniónak adták át. 1945. augusztus 20-án érkeztek marhavagonban Moszkvába. A Lubjankában raboskodtak, a 7976-os sz. koncepciós perükre a Butirszkaja börtönben került sor. Szintén tíz év javító munkatáborra és vagyonelkobzásra ítélték. A szovjet lágereket túlélte, majd nyugatra emigrált.

## Művei
- 1940. Levél a Tátra alól magyar sorskérdésekről.